# Epitriptus emarginatus
Epitriptus emarginatus är en tvåvingeart som först beskrevs av Friedrich Hermann Loew 1849.  Epitriptus emarginatus ingår i släktet Epitriptus och familjen rovflugor. Inga underarter finns listade i Catalogue of Life.